# Канадские баптисты Онтарио и Квебека
Канадские баптисты Онтарио и Квебека (англ. Canadian Baptists of Ontario and Quebec, CBOQ) — это баптистская христианская организация церквей в центральной Канаде.
Штаб-квартира организации находится в Этобико, Торонто, Онтарио, Канада. В состав организации входит 330 церквей.

## История
В 1880 году был основан «Баптистский союз Канады» (англ. Baptist Union of Canada). Поскольку церкви располагались в основном в центральных провинциях, в 1888 году название было изменено на «Баптистскую конвенцию Онтарио и Квебека» (англ. Baptist Convention of Ontario and Quebec). В 1927 году в результате спора фундаменталистов и модернистов 77 церквей были преданы критике Конвенцией и объявили о намерении выйти из Конвенции. В результате выхода из Конвенции 77 церквей сформировали «Союз регулярных баптистских церквей» (англ. Union of Regular Baptist Churches), из которого в 1953 году возникло «Сообщество евангелических баптистских церквей в Канаде» (англ. Fellowship of Evangelical Baptist Churches in Canada). В 1944 году «Канадские баптисты Онтарио и Квебека» объединилась с «Объединенной баптистской конвенцией Приморья» и «Баптистским союзом Западной Канады», чтобы сформировать «Канадскую баптистскую федерацию». В 2008 году она была переименована в организацию «Канадские баптисты Онтарио и Квебека», чтобы лучше структурно соответствовать названию другой баптистской организации в Канаде: ассоциации «Канадские баптисты Западной Канады».
Организация ежегодно собирается в Ассамблее, избирает должностных лиц и проводит семинары. Согласно заявлению о миссии, «Канадские баптисты Онтарио и Квебека работают, чтобы возможность приходам и пасторам выполнять миссию от Бога в своем регионе». The Canadian Baptist — это ежемесячный электронный информационный бюллетень и ежегодный журнал, издаваемый организацией. Дочерней семинарией организации является «Богословский колледж Макмастера» (англ. McMaster Divinity College), входящий в состав Университета Макмастера в Гамильтоне, Онтарио.
Организация предоставляет практическую и духовную поддержку группе входящих в неё церквей и пасторов посредством ресурсов, семинаров, молитв и регулярных собраний, поддерживает грантами различные программы по свидетельствованию, направленные на помощь наиболее маргинализированным слоям общества.

## Статистика
Согласно переписи, опубликованной организацией в 2020 году, она насчитывает 330 церквей и 28 000 членов.

## Верования
Организация имеет баптистское исповедание веры, является членом Канадского баптистского служения (англ. Canadian Baptist Ministries), Евангелического братства Канады (англ. Evangelical Fellowship of Canada) и Канадского совета церквей.